# Templo de Júpiter (Heliópolis)
O Templo de Júpiter é um colossal templo romano, o maior do mundo romano, após o Templo de Vênus e Roma em Roma. Está situado no complexo de Balbeque em Heliópolis Siríaca, no moderno Líbano. O templo serviu como um oráculo e foi dedicado a Júpiter Heliopolitano.
Não se sabe quem encomendou ou projetou o templo, nem exatamente quando foi construído. A construção provavelmente começou no século I a.C. O trabalho provavelmente começou por volta de 16 a.C. e foi quase concluído por volta de 60 d.C. Está situado no extremo oeste do Grande Pátio da Heliópolis Romana, sobre uma ampla plataforma de pedra erguida outros 7 m (23 pés) acima das enormes pedras da fundação, três das quais estão entre os blocos mais pesados já usados em uma construção. A atividade cultual há muito acontecia no local; o templo presumivelmente substituiu um anterior, possivelmente usando a mesma fundação.
Foi o maior templo dedicado a Júpiter Ótimo Máximo Héliopolitano em todo o Império Romano. As colunas tinham 19,9 metros de altura e quase 2,5 metros de diâmetro: as maiores do mundo clássico. Demorou três séculos para criar este colossal complexo de templos.

## História

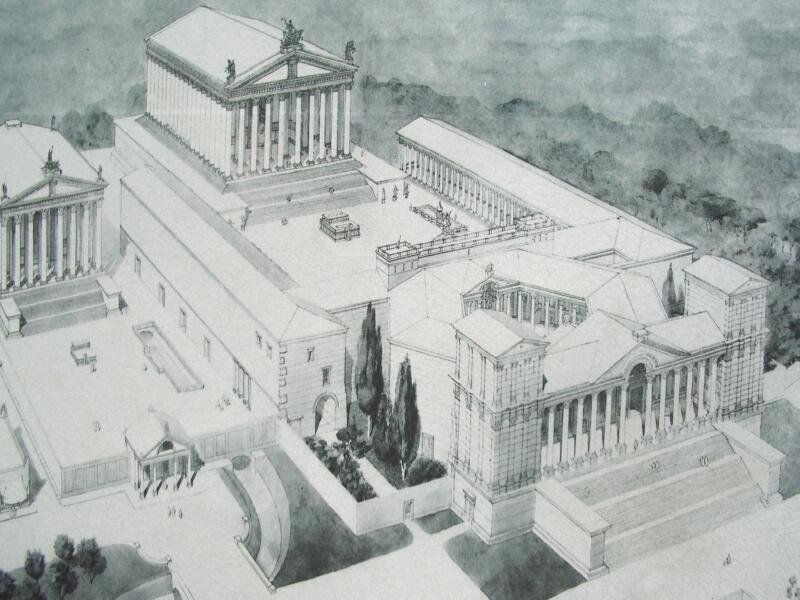
Uma ilustração da antiga Balbeque, incluindo o templo

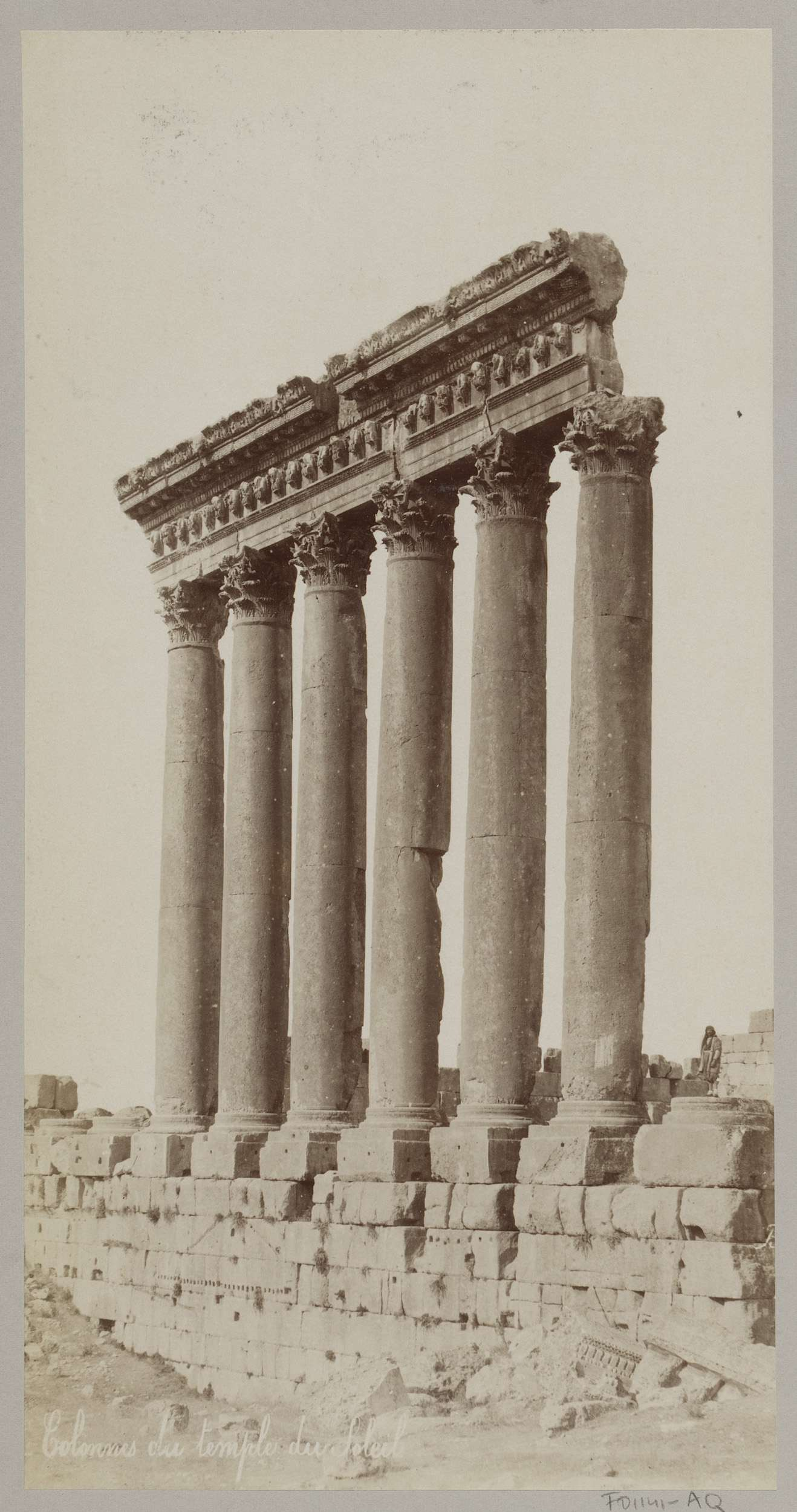
Pilares do Templo de Júpiter em Balbeque

A enorme pedreira próxima provavelmente contribuiu para a decisão romana de criar um enorme "Grande Pátio" de um grande complexo de templos pagãos neste local montanhoso, apesar de estar localizado a 1.145 metros de altitude e situado na remota fronteira oriental do Império Romano.
Embora o historiador grego do século VI d.C., João Malalas, date o templo do reinado de Antonino Pio (138–161 d.C.), a construção provavelmente começou logo após c. de 16 a.C., quando Balbeque se tornou uma colônia romana conhecida como Colônia Júlia Augusta Félix Heliopolitana. Foi em grande parte concluído em 60 d.C., como evidenciado por um grafite localizado em um dos tambores da coluna mais alta. Foi um importante local religioso durante o Império Romano, e os imperadores frequentemente consultavam o oráculo do templo. Trajano soube de sua morte iminente c. de 115 d.C.

## Arquitetura
O complexo do templo fica em uma praça elevada erguida 7 m (23 pés) sobre uma base anterior em forma de T que consiste em um pódio, escada e paredes de fundação. Essas paredes foram construídas a partir de cerca de 24 monólitos, em seu nível mais baixo, pesando aproximadamente 300 toneladas cada. A parede de contenção mais alta, a oeste, tem um segundo curso de monólitos contendo as famosas "Três Pedras" (em grego:  Τρίλιθον, Trílito): cortados de calcário, medindo mais de 19 m (62 pés) de comprimento, 4,3 m (14 pés) de altura e 3,6 m (12 pés) de largura, pesam aproximadamente 800 toneladas cada. (Uma quarta pedra, ainda maior, chamada de Pedra da Mulher Grávida, não foi utilizada na pedreira próxima a 800 m (2.600 pés) da cidade e pesa cerca de 1.000 toneladas. Uma quinta, pesando aproximadamente 1.200 toneladas encontra-se na mesma pedreira.) Através da fundação correm três enormes passagens do tamanho de túneis ferroviários.
Uma ampla escada dava acesso à plataforma elevada, que media 47,7 m × 87,75 m (156,5 pés × 287,9 pés) no topo. O Templo de Júpiter propriamente dito era circundado por um peristilo de 54 colunas coríntias não caneladas: dez na frente e atrás e dezenove de cada lado. As colunas tinham 19,9 metros de altura, a mais alta de qualquer templo clássico, e estima-se que o ápice do frontão estivesse 44 metros acima do chão da quadra. Com uma pegada retangular de 88 por 44 metros, é consideravelmente menor do que os templos gregos anteriores, como o Templo de Ártemis em Éfeso e o Templo de Apolo em Dídimos. Em vez disso, seu significado reside na sofisticação de seu planejamento e detalhes arquitetônicos.
Um número de imperadores Júlio-Claudianos em troca enriqueceram o santuário do templo. Em meados do século I, Nero construiu a torre-altar oposta ao templo. No início do século II, Trajano acrescentou o pátio do templo, com pórticos de granito rosa enviado de Assuão, no extremo sul do Egito.
O Templo-Santuário de Zeus Heliopolitano foi arruinado por terremotos, destruído e pilhado pelas pedras sob Teodósio e novamente sob Justiniano: oito colunas foram levadas para Constantinopla (Istambul) para incorporação na Santa Sofia. Três colunas caíram durante o final do século XVIII.

## Construção

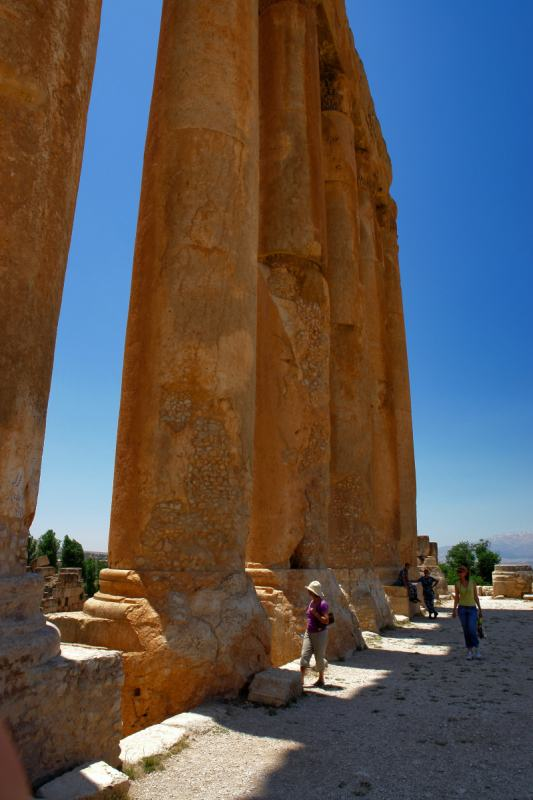
As seis colunas monumentais do templo.

O método original de construção permanece um mistério arqueológico.
Esta pedreira era ligeiramente mais alta que o complexo do templo, portanto, nenhum levantamento foi necessário para mover as pedras.
Os guindastes romanos individuais não eram capazes de levantar pedras na faixa de 60 a 100 toneladas, mas um especial poderia ter sido construído apenas para este templo.
As grandes pedras provavelmente foram roladas para a posição ao longo de bancos de terra temporários da pedreira ou vários guindastes podem ter sido usados em combinação, ou podem ter alternado os lados um pouco de cada vez, preenchendo os suportes abaixo de cada vez.
As investigações arqueológicas contínuas foram prejudicadas pela agitação civil na região.

## Função
Macróbio, escrevendo em c. 400, diz que o templo continha uma estátua de ouro de Apolo ou Zeus. Representado como um jovem imberbe e no traje de um cocheiro, sua mão direita segurava um chicote, a esquerda um raio e espigas de trigo.

## Condição atual
Atualmente, seis colunas permanecem de pé ao longo de seu lado sul com seu entablamento.
Suas capitais permanecem quase perfeitas no lado sul, enquanto os ventos de inverno do Beca desgastaram as faces do norte quase nuas.
Os restantes blocos de arquitrave e friso pesam até 60 toneladas (66 toneladas), com um bloco de canto pesando mais de 100 toneladas (110 toneladas), todos eles elevados a uma altura de 19 m (62,3 pés) acima do solo.

## Galeria

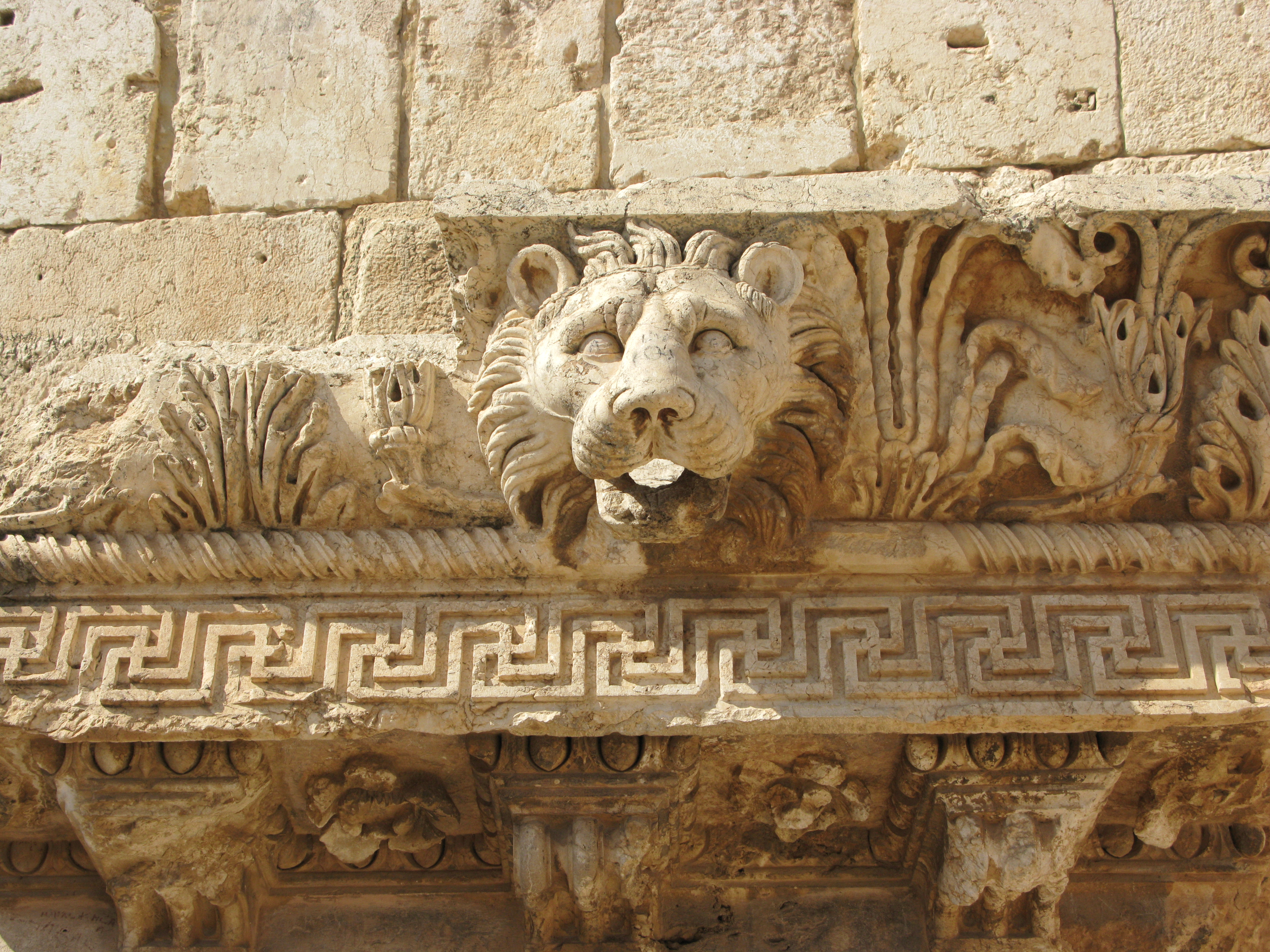
Cabeça de leão romana (Gargouille)
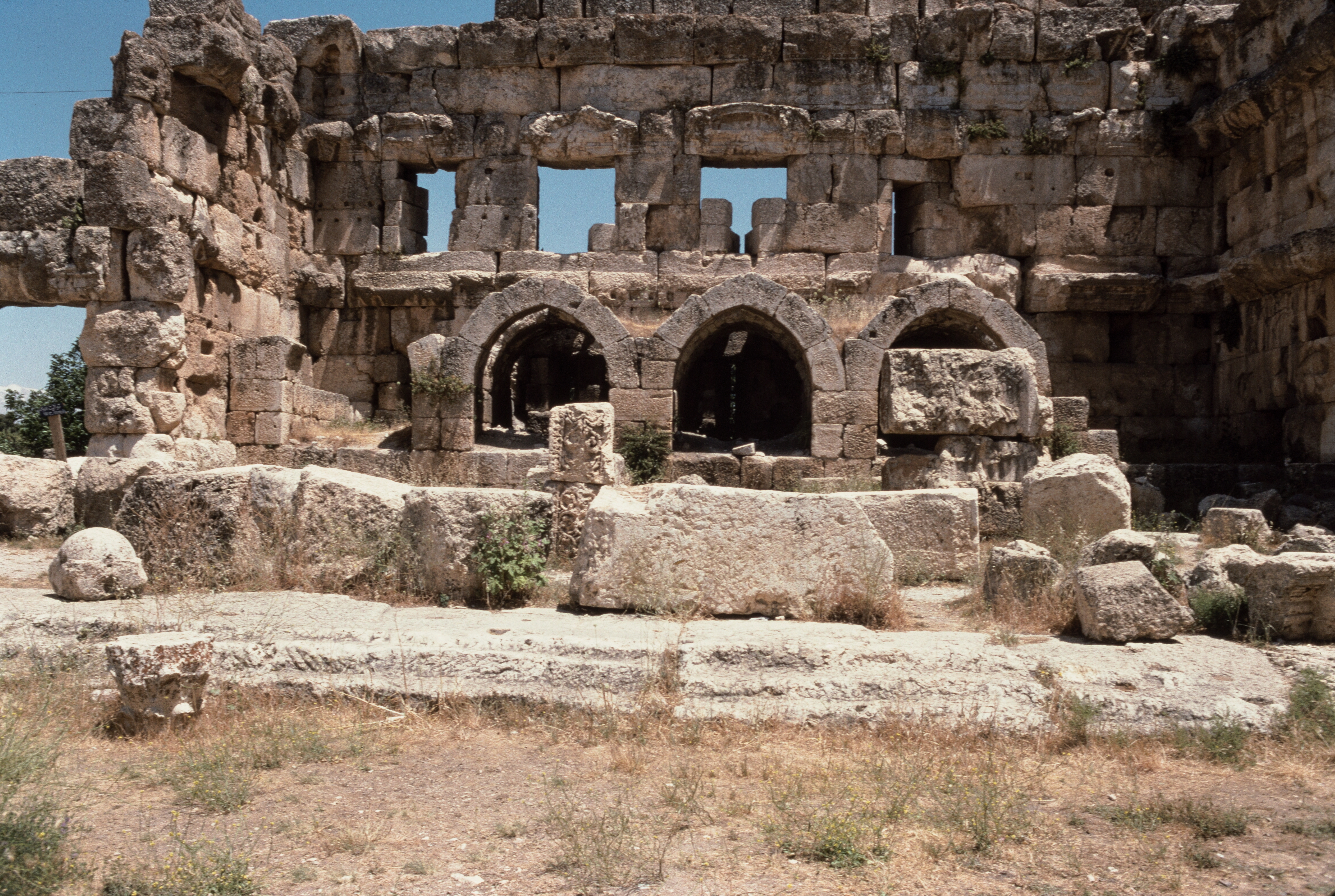
O Tribunal Hexagonal, piscina Norte
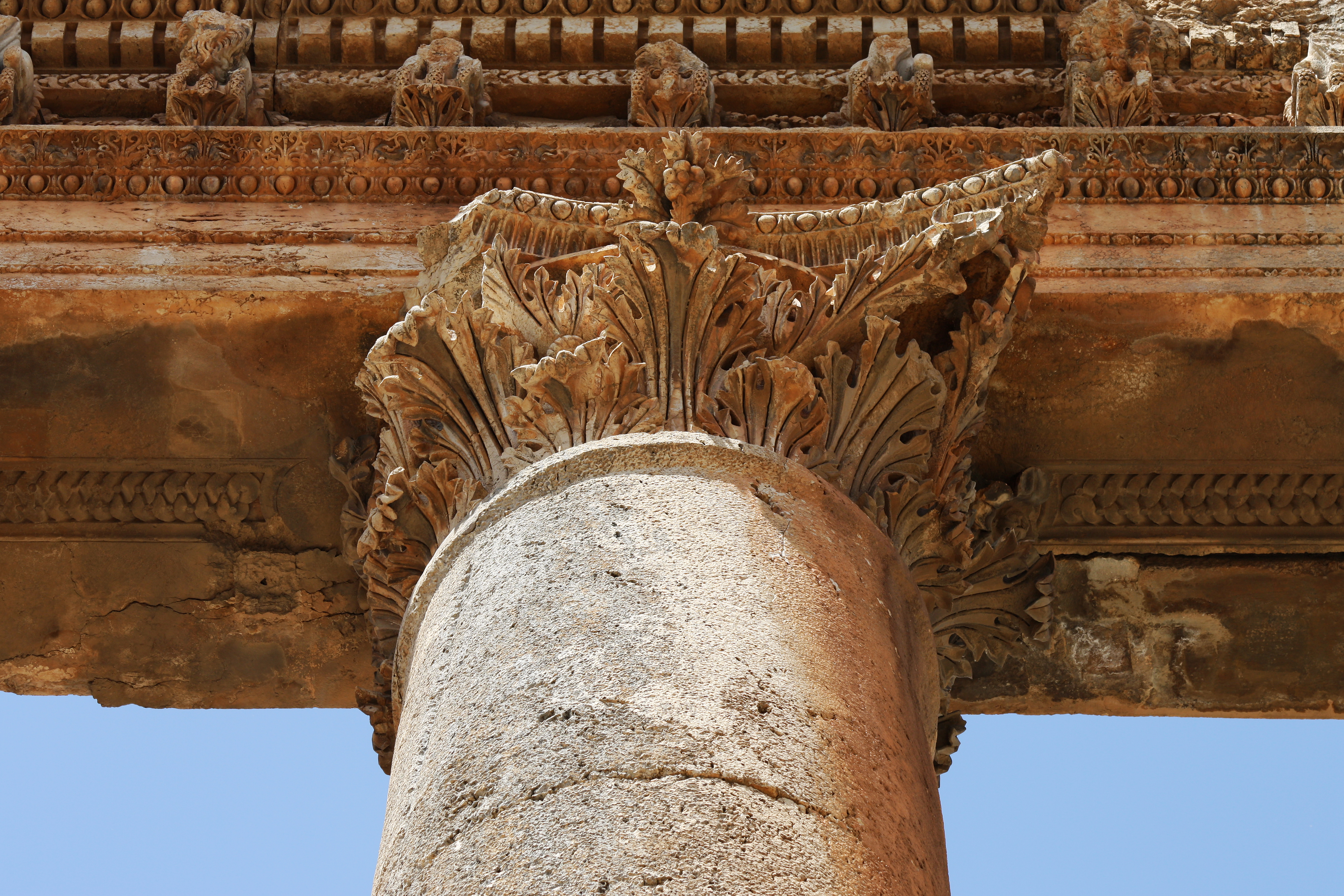
Um capitel coríntio
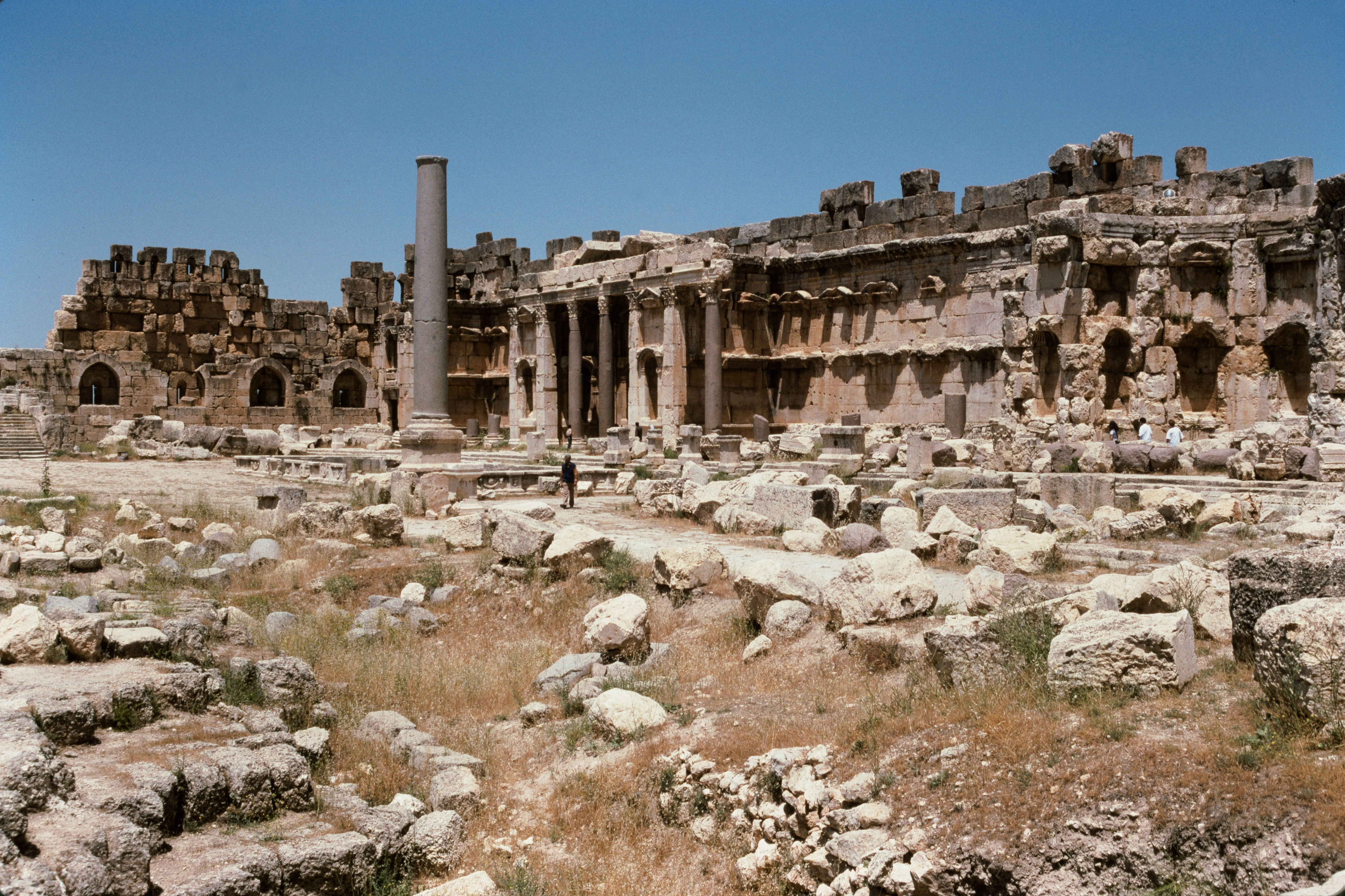
O Grande Tribunal, olhando para o nordeste
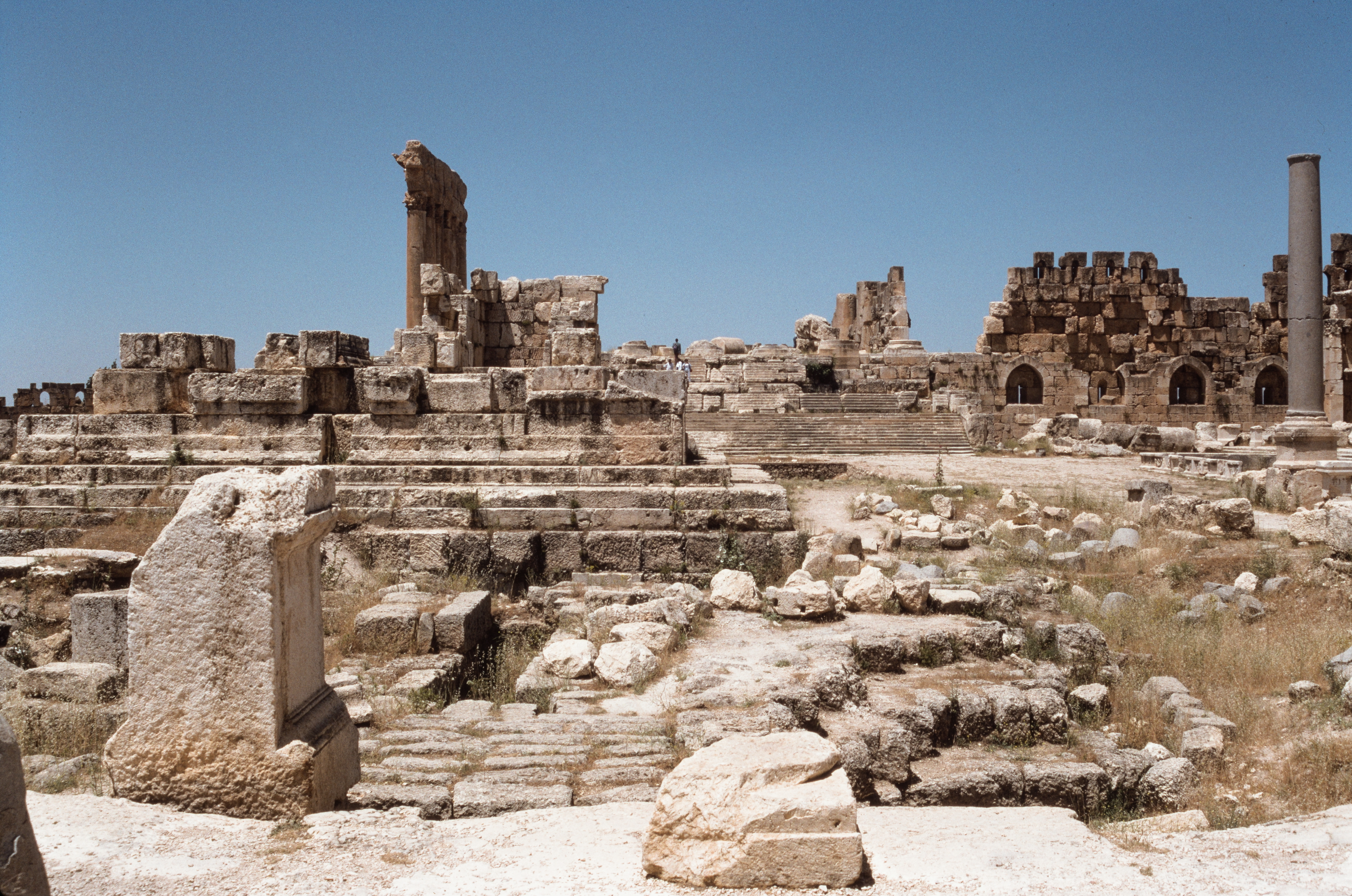
O Grande Tribunal, lado sul
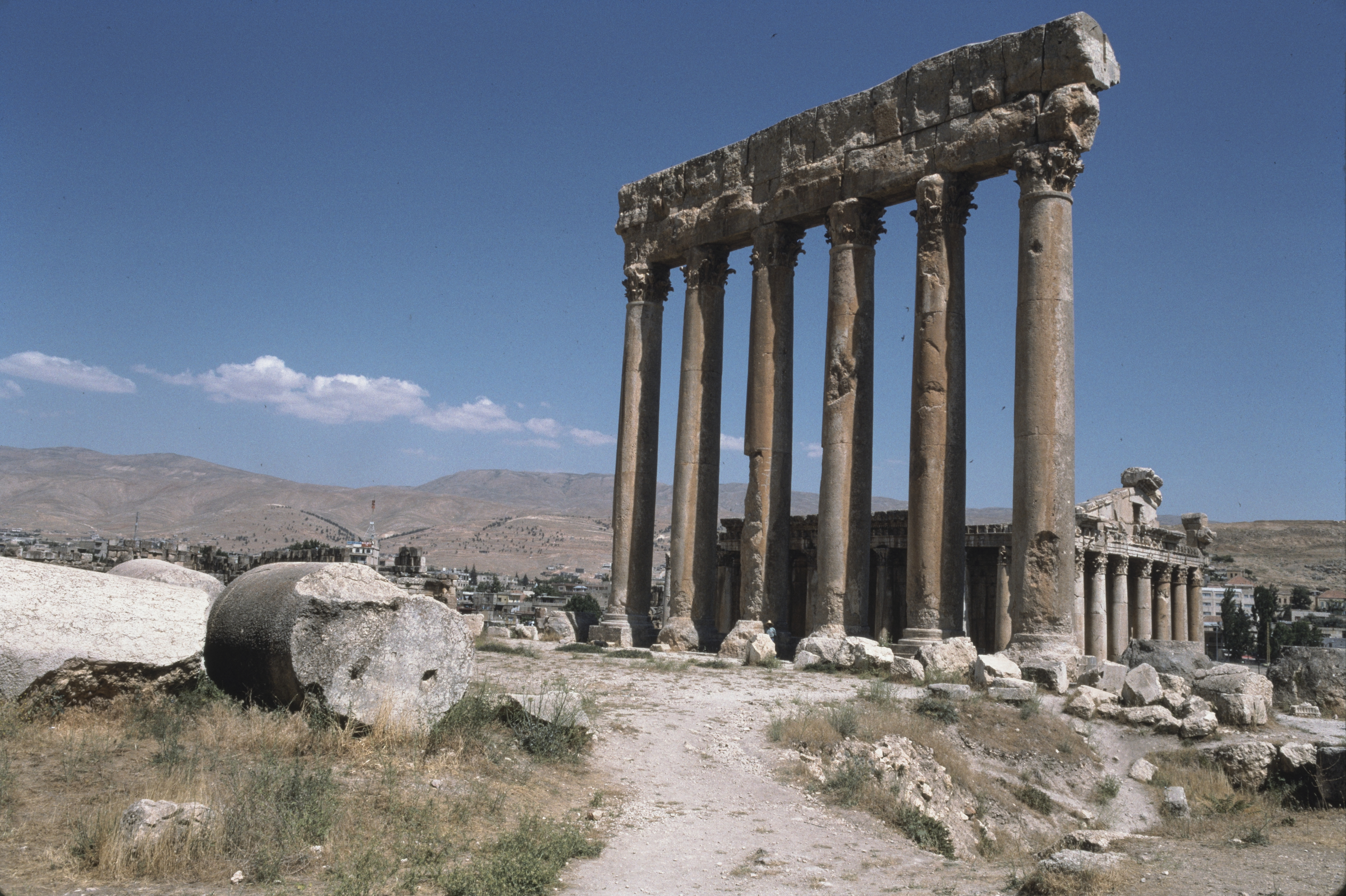
Grande Tribunal, lado sul
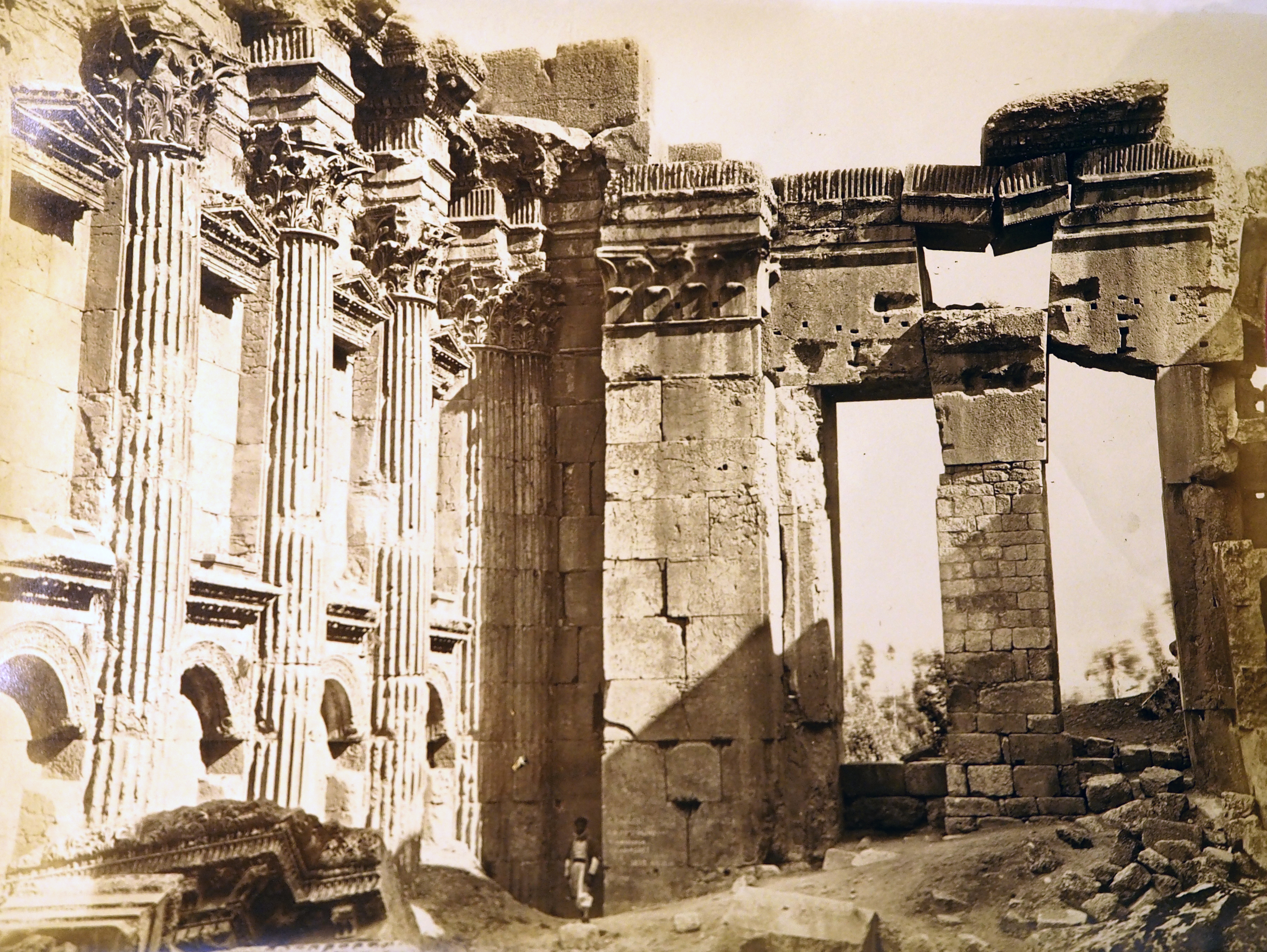
Interior, olhando para o leste